# Heliogomphus bakeri
Heliogomphus bakeri är en trollsländeart som beskrevs av Harry Hyde Laidlaw, Jr. 1925. Heliogomphus bakeri ingår i släktet Heliogomphus och familjen flodtrollsländor. IUCN kategoriserar arten globalt som livskraftig. Inga underarter finns listade i Catalogue of Life.